# Eysturoy (région)

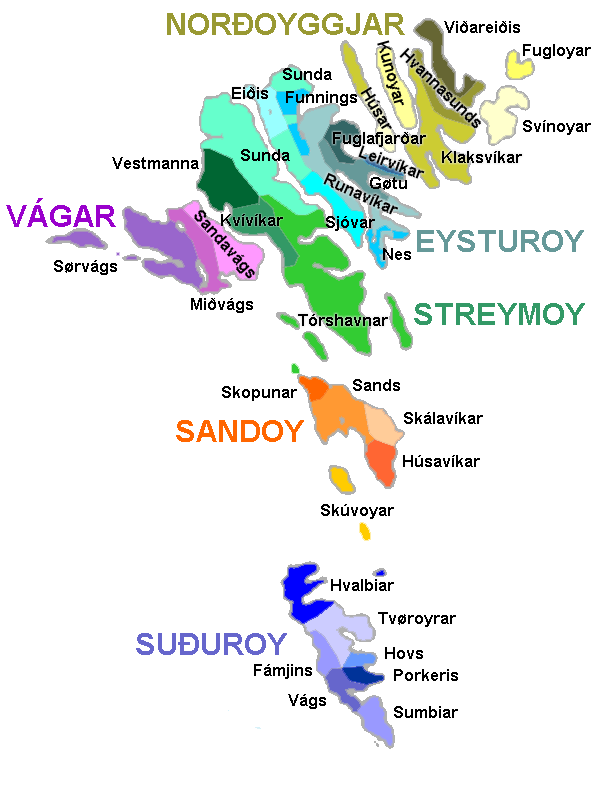
Carte des îles Féroé indiquant leur découpage en communes et région avant 2005.

La région d'Eysturoy est l'une des six régions administratives des îles Féroé s'étendant sur la totalité de l'île d'Eysturoy et la partie orientale de celle de Streymoy.
Son territoire comprend donc sept communes : Fuglafjørður, Sunda, Eiði, Runavík, Nes, Sjóvar et Eystur.